# Herbert Dellwing
Herbert Dellwing (* 1940 in Großauheim am Main; † 31. Dezember 2010 in Speyer) war ein deutscher Kunsthistoriker und Denkmalpfleger. Herbert Dellwing lebte und arbeitete in Speyer und Neustadt an der Weinstraße.

## Leben und Beruf
Herbert Dellwing studierte ab 1960 Kunstgeschichte am Kunstgeschichtlichen Institut der Universität Frankfurt am Main. In den Jahren 1964 bis 1974 forschte er in Italien (Venedig, Florenz). 1967 promovierte er in Kunstgeschichte mit einer Arbeit zur Baukunst der Bettelorden im Veneto an der Universität Frankfurt. Seit 1975 arbeitete er als Konservator im Landesamt für Denkmalpflege Rheinland-Pfalz in Speyer und Mainz.
1979 habilitierte er sich und begann eine Lehrtätigkeit an der Universität Frankfurt. Ab 1983 lehrte er Kunstgeschichte an der Universität Mainz, seit 1987 an der Universität des Saarlandes in Saarbrücken. Seit 1991 lehrte er als außerplanmäßiger Professor für Kunstgeschichte am Kunstgeschichtlichen Institut der Universität Frankfurt am Main.
Ab 1991 war Herbert Dellwing Vorstandsmitglied des Kunstvereins Speyer und Kurator von Ausstellungen zur zeitgenössischen Kunst. Herbert Dellwing baute eine Sammlung über das deutsche Informel seit 1948 auf.

## Veröffentlichungen (Auswahl)
Monographien
- Studien zur Baukunst der Bettelorden im Veneto. Die Gotik der monumentalen Gewölbebasiliken. Deutscher Kunstverlag, München 1970
- mit Reinhardt Hootz: Kunstdenkmäler in Italien – Ein Bildhandbuch Venedig – Stadt und Provinz, Reihe: Bildhandbuch der Kunstdenkmäler, München 1974, Deutscher Kunstverlag, ISBN 3-422-00340-1.
- Venetien ohne Venedig. Kunstdenkmäler in Italien. Ein Bildhandbuch. Herausgegeben von Reinhardt Hootz, Berlin 1976, Deutscher Kunstverlag, ISBN 3-422-00347-9.
- mit Hans Erich Kubach: Die Kunstdenkmäler der Stadt und des ehemaligen Landkreises Zweibrücken. 2 Bde., Deutscher Kunstverlag, 1981, ISBN 978-3-422-00555-6.
- Protestantische Alexanderkirche, Zweibrücken (= Kleine Kunstführer Nr. 1326). München; Zürich 1982 Schnell und Steiner
- Kulturdenkmäler in Rheinland-Pfalz. Band 1: Speyer. Wernersche Verlagsanstalt, Worms 1985. ISBN 3-590-31031-6
- mit Udo Liessem (Bearbeiter): Kulturdenkmäler in Rheinland-Pfalz. Denkmaltopographie Bundesrepublik Deutschland. Band 3.1: Stadt Koblenz. Südliche Vorstadt und Oberwerth. Schwann, Düsseldorf 1986. ISBN 3-590-31033-2
- mit Edith Ruser: Kulturdenkmäler in Rheinland-Pfalz. Denkmaltopographie Bundesrepublik Deutschland. Band 5.1: Kreis Bad Kreuznach. Stadt Bad Kreuznach. Schwann, Düsseldorf 1987. ISBN 3-491-31035-0.
- Kulturdenkmäler in Rheinland-Pfalz. Band 1: Stadt Speyer, Düsseldorf 1988, Schwann, ISBN 3-590-31031-6.
- mit Rolf Mertzenich: Kulturdenkmäler in Rheinland-Pfalz. Denkmaltopographie Bundesrepublik Deutschland. Band 7: Kreis Ludwigshafen. Werner, Worms 1989. ISBN 3-491-31038-5.
- Die Kirchenbaukunst des späten Mittelalters in Venetien. Worms 1990, Wernersche Verlagsgesellschaft, ISBN 3-88462-070-3.
- Dresden, Halle, Leipzig. Kunstzentren der 80er Jahre in Europa, 20. Juni – 28. Juli 1991 Kunstverein Speyer, 20. Juni – 28. Juli 1991 Kunstverein Ludwigshafen, 21. Juni – 28. Juli 1991 Rathaus-Foyer Main, Speyer 1991, ISBN 3-87439-239-2.
- (Bearb.): Collage in Deutschland 1950-1993. Kunstverein Speyer 174, 1993
- Herbert Dellwing, Wolfhard Viertel (Katalog): Zhou Brothers, Speyer, Kunstverein, 1997, ISBN 3-925521-35-6.
- mit Wolfgang Brönner, Paul-Georg Custodis, Wolfgang Franz, Klaus Häfner, Dieter Kastner, Franz Ronig, Barbara Schock-Werner, Arnold Wolff: Die Apollinariskirche in Remagen. Wernersche Verlagsges 2005, ISBN 3-88462-201-3.
- mit Reinhard Kallenbach: Kulturdenkmäler in Rheinland-Pfalz. Denkmaltopographie Bundesrepublik Deutschland. Band 3.2: <<Stadt Koblenz. Innenstadt. Werner, Worms 2004. ISBN 3-88462-198-X.
- mit Franz Dudenhöffer; Peter Eichhorn; Clemens Jöckle; Eckard Schulz; Eva-Maria Urban; Cornelia Vagt-Beck; Jürgen Vorderstemann: 40 Jahre Kunstverein Speyer 1968–2008, Speyer 2008, Pilger Verlag

Wichtige Aufsätze zu Monumenten
- Der Santo in Padua – Eine baugeschichtliche Untersuchung. In: Mitteilungen des Kunsthistorischen Institutes in Florenz 19, 1975, S. 198–306.
- Die Kirchen San Zaccaria in Venedig. Eine ikonologische Studie. In: Zeitschrift für Kunstgeschichte 37, 1974, S. 224–234.

Herausgeberschaft
- BILD-RAUM, RAUM-BILD. Ausstellungskatalog Kunstverein Speyer 2000
- Friedemann Hahn. Übers Meer, Text von Herbert Dellwing, Gedichte von Friedemann Hahn, Edition Nord/West 2002, ISBN 3-926265-47-7
- Michael Croissant und seine Schüler. Katalog zur Ausstellung im Kulturhof Flachsgasse vom 28. September bis zum 26. Oktober 2008.